# Азербайджан на «Евровидении-2015»
Азербайджан принял участие в конкурсе песни «Евровидение 2015» в Австрии. Имя представителя Азербайджана было обнародовало Общественное телевидение Азербайджана 15 марта 2015 года. Страну на конкурсе будет представлять Эльнур Гусейнов с песней Hour Of The Wolf.